# George Lohmann
George Alfred Lohmann (* 2. Juni 1865 in Kensington, Vereinigtes Königreich; † 1. Dezember 1901 in Worcester, Kapkolonie) war ein englischer Cricketspieler, der zwischen 1886 und 1896 für die englische Nationalmannschaft spielte.

## Aktive Karriere
Lohmann gab sein First-Class-Debüt in 1884 für Surrey. Dort gelang es ihm sich zunächst als All-rounder zu etablieren, bevor er 1885 dann als Bowler herausstach. Sein Debüt in der Nationalmannschaft folgte dann im Juli 1886 gegen die tourende australische Mannschaft. Im dritten Spiel der Serie konnte er dann als Bowler erstmals auf internationaler Bühne herausstechen. Im ersten Innings gelangen ihm 7 Wickets für 36 Runs und im zweiten 5 Wickets für 68 Runs. Unterstützt wurde er auf der anderen Seite durch Johnny Briggs, die mit ihrer Leistung das australische Team fast im Alleingang besiegten. In der Folge reiste er dann im September nach Australien, nachdem er für die dortige Ashes Tour 1886/87 nominiert worden war. Im ersten Test erzielte er dabei jeweils drei Wickets in den Innings (3/30 und 3/20), bevor er im ersten Innings des zweiten Testes 8 Wickets für 35 Runs erreichte. Damit hatte er einen wichtigen Anteil am Seriengewinn. Ein Jahr später reiste er erneut nach Australien und erreichte im Test neun Wickets (5/17 und 4/35). Dieses Mal war sein Partner Bobby Peel mit dem zusammen für den Erfolg sorgte.
Im Sommer kam Australien dann wieder nach England. Im ersten Test konnte er mit 4 Wickets für 33 Runs im zweiten Innings die Niederlage nicht verhindern. Im zweiten Test stach er zunächst als Feldspieler heraus, als er als Cover slip Alec Bannerman mit einem einhändigen Fang ausscheiden ließ. Dem folgte ein Fifty über 62* Runs als Schlagmann, womit er die Vorgabe für Australien auf eine unerreichbare Höhe trieb. Im dritten Test der Serie erreichte er dann noch einmal drei Wickets (3/20). Bei der von W. G. Grace geführten Tour gegen Australien in 1890 war er wieder mit dabei. Im ersten Test konnte er 3 Wickets für 28 Runs erzielen und im zweiten in beiden Innings jeweils drei Wickets (3/34 und 3/32). Bei der Tour in Australien in der Saison 1891/92 gelangen ihm im zweiten Test 8 Wickets für 58 Runs, was jedoch nicht zum Sieg reichte. Im dritten Test gelangen ihm dann an der Seite des überragenden Johnny Briggs noch einmal drei Wickets (3/46). Nach der Saison 1892 wurde bekannt, dass er an Tuberkulose erkrankte, von dem er sich nicht wieder richtig erholte. Er verbrachte seitdem jeden Winter in Südafrika um seine Beschwerden zu lindern.
Es sollte bis zur Saison 1894/95, also mehr als zwei Jahre dauern, bis er wieder Cricket spielen konnte. So spielte er für zwei Jahre für die Western Province. Als im Frühjahr 1896 England für eine Tour nach Südafrika kam, kam Lohmann wieder zum Einsatz in der Nationalmannschaft. Im ersten Test konnte er insgesamt 15 Wickets (7/38 und 8/7) erzielen und ließ so Südafrika keine Chance. Beim zweiten Spiel konnte er dann im ersten Innings 9 Wickets für 28 Runs erzielen, bevor er nach dem Follow-on noch ein Mal drei Wickets (3/43) erreichte. Beim letzten Test erzielte er dann noch einmal 7 Wickets für 42 Runs im ersten Innings. Im Sommer wurde er noch ein Mal beim ersten Test der Tour Australiens in England eingesetzt und erzielte noch ein Mal drei Wickets (3/13). Jedoch konnte er danach auf Grund seiner Gesundheit das Bowling nicht mehr aufrechterhalten. Er emigrierte daraufhin nach Südafrika und kam noch ein Mal im Sommer 1901 als Tour-Manager für die südafrikanische Mannschaft nach England. Jedoch war er da schon stark durch die Krankheit gezeichnet. Im Dezember verstarb er mit 36 Jahren dann an deren Folgen.

## Spieltechnik
Seine Technik wurde von Zeitgenossen wie C.B. Fry beschrieben. Seine normale Geschwindigkeit war Medium, doch machte er seinen mangel an Geschwindigkeit durch seine Präzision wett. Seine Ballkontrolle in Länge und Geschwindigkeit sowie seine Gabe die Bälle bei sehr gleichmäßigem Ablauf mit großer Variation zu spielen sorgten für seine großen Erfolg als Bowler.

## Auszeichnungen
Bei der Einführung des Wisden Cricketers of the Year im Jahr 1889 war er einer der ersten ausgezeichneten Spieler. Im Jahr 2016 wurde er in die ICC Cricket Hall of Fame ausgenommen.